# 陳正誠
陳正誠（1917年7月9日—1975年5月3日），也譯作陳正成，越南律師，原越南共和國外交部長，1975年越南共和國滅亡後自殺身亡。

## 生平
1917年7月9日，陳正誠出生於越南歸仁。:657
1939年在河內大學取得律師執照。並在河內大學進修印度支那法律與經濟。
1955年至1960年間擔任通信與青年部部長。1968年至1969年間擔任陳文香內閣的外交部長。

## 個人生活
陳正誠已婚，有四個孩子。

## 榮譽
- 大綬卿雲勳章（中華民國，1969年5月29日批准[6]）

## 著作
- 《高地的政治地位》（Le Statut Politique des Hauts Plateaux），1942年
- 《官吏的管轄權》（Les Juridictions mandarinales），1943年
- 《通訊技術》（Kỹ thuật Thông tin），1957年
- 《落後國家的信息問題》（Les Problemes de l'Information dans les pays sous-developpes），1962年
- 《發展後進國家》（Mở Mang Quốc Gia Chậm Tiến）
- 《在戰爭和後進環境中建設民主》（Xây Dựng Dân Chủ Trong Hoàn Cảnh Chiến Tranh Và Chậm Tiến）
- 《越南共和國的基本外交目標》（Các Mục Tiêu Đối Ngoại Căn Bản Của Việt Nam Cộng Hòa）[4]